# Гюцпот
Гюцпот (нидерл. hutspot) — голландское мясное рагу, в состав которого входят тушёное мясо, отварной картофель, морковь и лук. Это блюдо принято готовить в Лейдене в день снятия испанской блокады (3 октября).
После того, как открытие дамб унесло в море осаждавших город в 1574 году испанцев, один лейденский мальчик, по преданию, обнаружил в опустевшем испанском лагере огромный котёл с приготовленным ими гюцпотом. Для истощённых голодом горожан этот котёл стал источником пищи до того времени, когда к городу подошли корабли Вильгельма Оранского, гружённые сельдью и белым хлебом.
Поскольку картофель в XVI веке был в Европе большой редкостью, первоначально рецепт блюда включал какой-то его заменитель, возможно, пастернак.
Традицию приготовления гюцпота соблюдают и многие выходцы из Нидерландов в Америке: морковь придаёт блюду рыжеватый оттенок, напоминающий им о цветах правящего на родине Оранского дома.